# AdBlue
AdBlue (изговор: //), такође и енгл. Diesel exhaust fluid/DEF или срп. течност за дизел издув, је течност односно агенс који се користи за смањење емисије штетних гасова код еуро 6 дизел мотора. Адблу је раствор урее и дестиловане воде у односима 32,5% према 67,5%. Адблу се убризгава у SCR (Селективна каталитичка редукција) катализатор где долази до хемијске реакције са азотним оксидима (NOx) и претвара их у азот (N2) и водену пару који излазе на ауспух.

## Назив
У међународној стандардизацији AdBlue се дефинише као AUS 32 (водени раствор урее 32%). Сам назив Адблу је регистрована робна марка VDA (  - срп. Немачко удржење ауто индустрије).